# Porcellio limbatus
Porcellio limbatus är en kräftdjursart som beskrevs av Brandt 1833. Porcellio limbatus ingår i släktet Porcellio och familjen Porcellionidae. Inga underarter finns listade i Catalogue of Life.